# Tjait Ganga
Tjaitram (Tjait) Ganga (15 juni 1936 - Paramaribo, 27 april 2019) was een Surinaams musicus, schrijver en muziekpedagoog. Hij speelde viool en mandoline in verschillende formaties, en hij schreef en componeerde muziek waaronder veel kinderliedjes.

## Biografie
Tijdens zijn studie aan de Kweekschool richtte hij het Veena Orchestra op, een Hindoestaanse muziekformatie waarin hij zelf als violist speelde. Later was hij oprichter van Madhur Sangeet Samadj waarmee hij live optrad en te horen was via het radiostation Rapar. Naast viool speelde hij onder meer mandoline.
Eenmaal werkzaam als onderwijzer, leidde hij zijn eigen formatie Tjait and Friends. In 1983 richtte hij ter gelegenheid van 110 jaar Hindoestaanse immigratie het eerste Hindoestaanse schoolkoor van Suriname op. Voor het koor schreef hij twee liedjes. Vervolgens legde hij zich tussen 1993 en 2003 uitgebreider toe op het schrijven en componeren van kinderliedjes.
Terwijl hij in 2006 muziekles gaf aan enkele jongeren, werd hij getroffen door een verlamming. Hij kreeg snel medische bijstand, maar was sindsdien niet meer in staat om viool te spelen. Hij bleef niettemin muzikaal actief, onder meer met het componeren en schrijven van muziek. Ook bleef hij sleutelen aan melodieën die hij eerder had voortgebracht. In 2010 bracht hij in samenwerking met Riaz Ahmadali een cd met kinderliedjes uit, getiteld Mi swit' Sranan singi. Als muziekstijl is hierin kaseko dominant en zijn er Sarnami-Indiase invloeden te horen. In 2012 was hij bij het Hindi-pop Festival betrokken in de jurering van de ingezonden composities.
Rond 2016 publiceerde hij op tachtigjarige leeftijd zijn prozawerk Souvenir van een verleden. Ook schreef hij het manuscript voor een historische roman, met de titel Melisa, de inheemse Cleopatra van plantage La Recontre, dat tijdens zijn leven niet meer tot publicatie kwam. Ook zijn liefdesroman Poonam verscheen niet meer tijdens zijn leven. Verder schreef hij vijftig fabels over Surinaamse dieren. Op 18 mei 2018 werd hij onderscheiden als Commandeur in de Ere-Orde van de Palm.
In maart 2019 overleed zijn wederhelft, Wilhelmina (Willy), de vrouw waarover hij vertelde dat zij hem bij zijn eerste blik de adem benam. Vijf weken later, op 27 april, overleed hij zelf. Tjait Ganga is 82 jaar oud geworden.